# Ciwaringin (Bogor Tengah)
Ciwaringin is een bestuurslaag in het regentschap Kota Bogor van de provincie West-Java, Indonesië. Ciwaringin telt 7398 inwoners (volkstelling 2010).